# Marmot
Marmot az Amerikai Egyesült Államok Oregon államának Clackamas megyéjében elhelyezkedő önkormányzat nélküli település, Mount Hood Village része.

## Története
A települést a német bevándorló Adolph Aschoff erdész nevezte el, mivel azt hitte, hogy az általa látott kotorékokban mormoták (marmot) élnek, azonban később rájött, hogy hódmókusok. A posta 1886-os megnyitásakor két barátjával a Marmot nevet javasolták.
A Mount Hood Highway 1920-as évekbeli kiépültével az átmenő forgalom megszűnt, ezért Aschoff 1930-ban, röviddel halála előtt szállodáját eladta. A posta ugyanezen évben bezárt, 1931-ben pedig néhány kivétellel minden épület leégett.

## Fordítás
- Ez a szócikk részben vagy egészben  a   Marmot, Oregon című angol Wikipédia-szócikk ezen változatának fordításán alapul.  Az eredeti cikk szerkesztőit annak laptörténete sorolja fel. Ez a jelzés csupán a megfogalmazás eredetét és a szerzői jogokat jelzi, nem szolgál a cikkben szereplő információk forrásmegjelöléseként.